# Wiktoriwka (obwód kijowski)
Wiktoriwka (ukr. Вікторівка) – wieś na Ukrainie, w obwodzie kijowskim, w rejonie obuchowskim, w hromadzie Myroniwka. W 2001 liczyła 320 mieszkańców, spośród których 306 wskazało jako ojczysty język ukraiński, a 14 rosyjski.